# Charlotte Independence
Charlotte Independence là một đội bóng đá Mỹ có trụ sở tại Charlotte, Bắc Carolina. Họ chơi ở USL Championship, tầng thứ hai của kim tự tháp bóng đá Mỹ. Đội thi đấu các trận sân nhà tại Sportsplex tại Matthews ở Matthews, Bắc Carolina.

## Lịch sử
Charlotte Independence được thành lập vào năm 2014. Họ đã mua bản quyền nhượng quyền USL Pro cho Charlotte từ Charlotte Eagles, người chuyển đến Liên đoàn phát triển nghiệp dư Premier (PDL).
Independence lấy tên của họ từ Tuyên ngôn Độc lập Mecklenburg. Đỉnh của họ là năm 1775 (năm mà nó được ký kết đã được ký) và một thuyền trưởng James Jack, người được cho là đã mang theo Tuyên ngôn đến Philadelphia. Những người ủng hộ được yêu cầu chọn một trong mười hai mẫu thiết kế; tất cả 12 đặc trưng của năm và Jack.
Cựu huấn luyện viên trưởng của Dallas Burn Mike Jeffries đã được thuê làm huấn luyện viên trưởng độc lập vào ngày 5 tháng 12 năm 2014. Đội có biệt danh là "The Jacks", để vinh danh Jack.
Independence đã thua trò chơi đầu tiên của họ trước Charleston Battery 3 trận2 vào ngày 28 tháng 3 năm 2015 tại Transamerica Field. Jack Thompson đã ghi bàn thắng đầu tiên của đội trong phút thứ 13.

## Sân vận động
Vào ngày 25 tháng 2 năm 2015, đội đã tuyên bố họ sẽ chơi hầu hết mùa giải 2015 của họ trong một sân bóng đá tạm thời được lắp ráp tại Khu liên hợp bóng đá Ramblewood, gần giao lộ I-77 / I-485 ở góc phía tây nam của thành phố. Sau khi tách lăm trận trên sân nhà đầu tiên của mình giữa Đại học Bắc Carolina ở Charlotte 's Transamerica Field và Đại học Winthrop ' s Eagle Dòng, Independence ra mắt tại Ramblewood vào ngày 20 tháng 6 năm 2015.
Vào ngày 1 tháng 2 năm 2017, đội đã tuyên bố họ sẽ chơi trong một sân bóng đá 2.300 chỗ ngồi vĩnh viễn tại Sportsplex tại Matthews ở Matthews, Bắc Carolina.

## Tài trợ
| Mùa giải  | Nhà sản xuất bộ | Nhà tài trợ áo |
| --------- | --------------- | -------------- |
| 2015-2016 | Adidas          | OrthoCarolina  |
| 2017-nay  | Adidas          | Novant Health  |

## Hàng năm
| Năm  | Bộ phận | liên đoàn | Thắng lợi | Mất  | Cà vạt | Mùa thường xuyên | Playoffs             | Cúp Mỹ mở rộng | Trung bình Tham dự |
| ---- | ------- | --------- | --------- | ---- | ------ | ---------------- | -------------------- | -------------- | ------------------ |
| 2015 | 3       | USL       | 10        | số 8 | 10     | Thứ 7, đông      | Không đủ điều kiện   | Vòng 5         | 1.800              |
| 2016 | 3       | USL       | 14        | số 8 | số 8   | 5, đông          | Vòng tứ kết hội nghị | Vòng 3         | 1.375              |
| 2017 | 2       | USL       | 13        | 10   | 9      | 5, đông          | Vòng tứ kết hội nghị | Vòng 3         | 1.615              |
| 2018 | 2       | USL       | 10        | 12   | 12     | 11, Đông         | Không đủ điều kiện   | Vòng 2         | 1.659              |
| 2019 | 2       | USLC      |           |      |        | TBD              | TBD                  | Vòng 2         | TBD                |

## Cầu thủ

### Danh sách hiện hành
Tính đến ngày 19 tháng 4 năm 2019 

## Nhân viên

### Trụ sở chính
- Jim McPhilliamy - Chủ tịch & Đối tác quản lý
- Bruce Cairnduff - Giám đốc tài chính
- Wade Leaphart - Phó chủ tịch điều hành
- Mike Jeffries - Tổng giám đốc

### Nhân viên huấn luyện
- Jim McGuinness - Huấn luyện viên trưởng
- Dave Dixon - Trợ lý huấn luyện viên

### Huấn luyện viên trưởng
- Bao gồm USL Mùa thường, USL Playoffs, US Open Cup. Không bao gồm kết bạn.